# Norcross (Geórgia)
Norcross é uma cidade localizada no estado americano de Geórgia, no Condado de Gwinnett.

## Demografia
Segundo o censo americano de 2000, a sua população era de 8410 habitantes.
Em 2006, foi estimada uma população de 10.111, um aumento de 1701 (20.2%).

## Geografia
De acordo com o United States Census Bureau tem uma área de 10,6 km², dos quais 10,6 km² cobertos por terra e 0,0 km² cobertos por água. Norcross localiza-se a aproximadamente 317 m acima do nível do mar.

## Localidades na vizinhança
O diagrama seguinte representa as localidades num raio de 12 km ao redor de Norcross.